# Sphyraena lucasana
Sphyraena lucasana is een  straalvinnige vissensoort uit de familie van barracuda (Sphyraenidae). De wetenschappelijke naam van de soort is voor het eerst geldig gepubliceerd in 1863 door Gill.
De soort staat op de Rode Lijst van de IUCN als Onzeker, beoordelingsjaar 2008.